# Gunung Tamruk Pinang
Gunung Tamruk Pinang är ett berg i Indonesien.   Det ligger i provinsen Aceh, i den västra delen av landet, 1 700 km nordväst om huvudstaden Jakarta. Toppen på Gunung Tamruk Pinang är 1 296 meter över havet, eller 138 meter över den omgivande terrängen. Bredden vid basen är 1,5 km.
Terrängen runt Gunung Tamruk Pinang är kuperad västerut, men österut är den bergig.Runt Gunung Tamruk Pinang är det ganska tätbefolkat, med 52 invånare per kvadratkilometer. I omgivningarna runt Gunung Tamruk Pinang växer i huvudsak städsegrön lövskog.